# Pontificio Instituto Oriental
El Pontificio Instituto Oriental (PIO) es un ateneo pontificio para el estudio del oriente cristiano.

## Fundación y cometidos
Fundado por Benedicto XV en 1917, el Pontificio Instituto Oriental tiene dos facultades distintas: 
- Facultad de estudios eclesiásticos orientales (con las secciones histórica, teológico-patrística y litúrgica);
- Facultad de Derecho Canónico oriental (para el estudio del derecho canónico de las iglesias orientales).

El Instituto está confiado desde 1922 a la Compañía de Jesús. Su vicerrector es siempre el prepósito General de la Compañía de Jesús, mientras el gran canciller es siempre el cardenal prefecto de la Congregación para las Iglesias Orientales y el rector es siempre un miembro de la Compañía de Jesús.
El Instituto cuenta con una importante biblioteca, conocida a nivel mundial, tanto para el estudio del orientalismo cristiano como para el estudio del derecho canónico oriental. También es sede de algunas colecciones científicas y revistas de prestigio, como Orientalia Christiana Periodica, Orientalia Christiana Analecta, Anaphorae Orientales, y Kanonika. Conectada a la Facultad de Derecho Canónico Oriental está la serie científica electrónica "Iura Orientalia" (hasta la fecha 10 vols.)

## Otros proyectos
- Wikimedia Commons alberga una categoría multimedia sobre Pontificio Instituto Oriental.

- Datos: Q176473
- Multimedia: Pontifical Oriental Institute / Q176473